# Спортивная гимнастика на летних Олимпийских играх 1912 — командное многоборье
Командное первенство по спортивной гимнастике на летних Олимпийских играх 1912 года проводилось на Олимпийском стадионе Стокгольма. Соревнования прошли 11 июля 1912 в двух этапах: с 9:30 до 12:30 и с 14:00 до 16:00. В соревновании принял участие 91 спортсмен из пяти стран.

## Участники
| Номер | Сборная        | Время         | Капитан                             | Форма                                                                                        |
| ----- | -------------- | ------------- | ----------------------------------- | -------------------------------------------------------------------------------------------- |
| 1     | Люксембург     | 9:30 - 10:30  | Валентин Пеффер                     | Белые свитера и чёрные трико                                                                 |
| 2     | Венгрия        | 10:30 - 11:30 | Режё Бабель                         | Белые свитера с гербом Венгрии, белые брюки, жёлтые пояса, белая обувь                       |
| 3     | Германия       | 11:30 - 12:30 | Германн Кур                         | Белые свитера с чёрными вертикальными полосами, белые брюки, чёрные пояса, жёлтая обувь      |
| 4     | Великобритания | 14:00 - 15:00 | Чарльз Джозеф Уэст и Р. Оберхольцер | Белые футболки с флагом Великобритании, белые брюки, белые гетры, красные пояса, белая обувь |
| 5     | Италия         | 15:00 - 16:00 | Корнелио Кавалли                    | Белые брюки, чёрные трико с полосами, белая обувь                                            |

## Судьи
Главный судья:  Эйнар Нерман
| Номер | Судья               | Страна             |
| ----- | ------------------- | ------------------ |
| 1     | Абрахам Клод Хансен | Дания              |
| 2     | Чезаре Тифи         | Италия             |
| 3     | Э. Сайсон           | Великобритания     |
| 4     | Вагнер Хоэнлоббезе  | Германская империя |
| 5     | Михаэль Бей         | Венгрия            |

Итоговой оценкой был средний балл.

## Итоги
| Место | Спортсмены | Результат |
| ----- | --- | --------- |
| 1     | Италия Пьетро Бьянки, Гвидо Бони, Альберто Бралья, Джузепе Доменикелли, Карло Фрегози, Альфредо Голлини, Франческо Лои, Луиджи Майокко, Джованни Маньянте, Лоренцо Маньянте, Серафино Маццароки, Гвидо Романо, Паоло Сальви, Лучано Саворини, Адольфо Тунези, Джорджо Цампори, Умберто Дзанолини, Анджело Дзорци                                                                 | 53.15     |
| 2     | Венгрия Йожеф Биттенбиндер, Имре Эрдёди, Саму Фоти, Имре Геллерт, Дьёзё Хаберфельд, Отто Хелльмих, Иштван Херцег, Йожеф Керестешши, Лайош Кметько, Янош Кризманих, Элемер Пасти, Арпад Педери, Йенё Риттих, Ференц Сюц, Эдён Тери, Геза Тули | 45.45     |
| 3     | Великобритания Альберт Беттс, Уильям Коуиг, Сидней Кросс, Гарри Дикасон, Херберт Дрёри, Бернард Франклин, Леонард Хансон, Сэмюэл Ходжеттс, Чарльз Лак, Уильям Маккьюн, Рональд Маклин, Альфред Мессенджер, Генри Оберхользер, Эдуард Пеппер, Эдуард Поттс, Реджинальд Поттс, Джордж Росс, Чарльз Симмонс, Артур Саузерн, Уильям Титт, Чарльз Вигёрс, Сэмюэл Уолкер, Джон Уитакер | 36.90     |
| 4     | Люксембург Николя Адам, Шарль Бем, Андре Бордан, Мишель Хеммерлинг, Франсуа Энтж, Пьер Энтж, Жан-Батист Орн, Николя Каниве, Николас Куммер, Марсель Лансам, Эмиль Ланнерс, Жан-Пьер Томм, Франсуа Вагнер, Антуан Верер, Ферд Виртц, Жозеф Цуань | 35.95     |
| 5     | Германия Вильгельм Брюлле, Йоханнес Будер, Вальтер Энгельманн, Арно Глокауэр, Вальтер Йесингхаус, Карл Йордан, Рудольф Кёрнер, Генрих Панер, Курт Райхенбах, Йоханнес Ройшль, Карл Рихтер, Ганс Рот, Адольф Зеебасс, Эберхард Зорге, Александр Шперлинг, Альфред Стаатс, Ганс Вернер, Мартин Ворм                                                                                | 32.40     |